# Lagarde-Hachan
 Lagarde-Hachan  là một xã thuộc tỉnh Gers trong vùng Occitanie miền nam nước Pháp.